# Roko Baturina
Roko Baturina (Spalato, 20 giugno 2000) è un calciatore croato, attaccante del Gil Vicente.

## Biografia
Nato a Spalato, anche suo padre Mate e suo fratello minore Martin sono calciatori professionisti.

## Caratteristiche tecniche
È una prima punta, dotata di un fisico possente. 

## Carriera

### Club

#### Gli inizi
Muove i primi passi calcistici nelle squadre della sua città natia, l'Hajduk Spalato e il RNK Spalato. Con quest'ultima debutta fra i professionisti, debutta con i Crveni a soli sedici anni nella semifinale di ritorno di Coppa di Croazia pareggiata 0-0 contro la Dinamo Zagabria. Un mese più tardi arriva anche l'esordio in campionato nella trasferta persa 2-0 contro il Rijeka. Le sue prestazioni vengono notate proprio dalla squadra della capitale, contro cui aveva esordito, che decide di acquistarlo nella stagione successiva. 

#### Dinamo Zagabria
Il 7 agosto 2017 viene ufficializzato il suo passaggio tra le file della Dinamo Zagabria. 
Nel primo anno con la maglia dei Modri viene schierato esclusivamente nella formazione giovanile, ma già a partire dal secondo anno diventa un membro fisso della Dinamo Zagabria II militante in 2.HNL. Il primo gol con le "riserve" arriva il 6 ottobre 2018, nella vittoria esterna contro il Varaždin. Conclude il suo primo anno da professionista con 8 gare all'attivo e due reti segnate. 
Nel 2019-2020 viena aggregato alla prima squadra, continuando però a scendere in campo anche con le riserve, realizza cinque reti in tredici gare e fa il suo esordio con la squadra maggiore subentrando al posto di Antonio Marin nella trasferta vinta per 3-0 contro il Slaven Belupo.

#### La breve parentesi slovena
Nel febbraio 2020, per trovare maggiore spazio in prima squadra, viene ceduto in prestito al Bravo militante in 1.SNL. L'impatto sul campionato è devastante, con Baturina che riesce a realizzare nelle prime otto gare altrettanti gol. Il campionato termina senza ulteriori marcature, ma con un assist nella vittoria in trasferta contro il Triglav.

#### Ferencváros
Il 3 agosto 2020 viene ufficializzata la sua cessione al Ferencváros. Esordisce con la nuova maglia l'11 settembre successivo, giocando i minuti finali della gara vinta contro il Paks, dove subrantra al compagno di squadra Gergő Lovrencsics. La prima marcatura arriva due mesi più tardi, nel match interno contro il MTK Budapest, seguito da altre due marcature contro Diósgyőr e Zalaegerszeg. Il 2 dicembre esordisce nei gironi di Champions League, giocando nei minuti finali la sfida contro il Barcellona di Ronald Koeman. A fine anno, con dieci reti in venticinque partite fra campionato e coppa, contribuisce alla vittoria del campionato.

#### Lech Poznań
Il 27 agosto 2021 viene ceduto in prestito annuale con diritto di riscatto al Lech Poznań. Dopo appena sei mesi, senza aver disputato neanche un incontro con la prima squadra se non in Coppa di Polonia, i Kolejorz decidono di terminare in anticipo il suo prestito. 

## Statistiche

### Presenze e reti nei club
Statistiche aggiornate al 1º dicembre 2021.
| Stagione        | Squadra            | Campionato      | Campionato | Campionato | Coppe nazionali | Coppe nazionali | Coppe nazionali | Coppe continentali | Coppe continentali | Coppe continentali | Altre coppe | Altre coppe | Altre coppe | Totale | Totale |
| Stagione        | Squadra            | Comp            | Pres       | Reti       | Comp            | Pres            | Reti            | Comp               | Pres               | Reti               | Comp        | Pres        | Reti        | Pres   | Reti   |
| --------------- | ------------------ | --------------- | ---------- | ---------- | --------------- | --------------- | --------------- | ------------------ | ------------------ | ------------------ | ----------- | ----------- | ----------- | ------ | ------ |
| 2016-2017       | RNK Spalato        | 1.HNL           | 1          | 0          | HNK             | 1               | 0               | -                  | -                  | -                  | -           | -           | -           | 1      | 0      |
| 2017-2018       | Dinamo Zagabria    | 1.HNL           | 0          | 0          | HNK             | 0               | 0               | -                  | -                  | -                  | -           | -           | -           | 0      | 0      |
| 2018-2019       | Dinamo Zagabria    | 1.HNL           | 0          | 0          | HNK             | 0               | 0               | -                  | -                  | -                  | -           | -           | -           | 0      | 0      |
| 2019-feb.2020   | Dinamo Zagabria    | 1.HNL           | 1          | 0          | HNK             | 0               | 0               | -                  | -                  | -                  | -           | -           | -           | 1      | 0      |
| 2018-2019       | Dinamo Zagabria II | 2.HNL           | 8          | 2          | HNK             | 0               | 0               | -                  | -                  | -                  | -           | -           | -           | 8      | 2      |
| 2019-geb.2020   | Dinamo Zagabria II | 2.HNL           | 13         | 5          | HNK             | 0               | 0               | -                  | -                  | -                  | -           | -           | -           | 13     | 5      |
| feb.-lug.2020   | Bravo              | PSL             | 16         | 8          | PNS             | 0               | 0               | -                  | -                  | -                  | -           | -           | -           | 16     | 8      |
| 2020-2021       | Ferencváros        | NBI             | 20         | 4          | MK              | 3               | 6               | UCL                | 2                  | 0                  | -           | -           | -           | 25     | 10     |
| 2021-ago.2022   | Ferencváros        | NBI             | 0          | 0          | MK              | 0               | 0               | UCL                | 1                  | 0                  | -           | -           | -           | 1      | 0      |
| ago.2021-2022   | Lech Poznań        | E               | 0          | 0          | PP              | 3               | 0               | -                  | -                  | -                  | -           | -           | -           | 3      | 0      |
| gen.-mag. 2022  | Ferencváros        | NBI             | 0          | 0          | MK              | 0               | 0               | UCL                | 0                  | 0                  | -           | -           | -           | 1      | 0      |
| Totale carriera | Totale carriera    | Totale carriera | 59         | 19         |                 | 7               | 6               |                    | 3                  | 0                  |             | -           | -           | 69     | 25     |

## Palmarès

### Club

#### Competizioni nazionali
- Campionato ungherese: 1

Ferencváros: 2020-2021

### Individuale
- Capocannoniere della coppa ungherese: 1

2020-2021 (5 gol, a pari merito con Daniel Prosser e Giorgi Beridze)